# Eslovaquia en los Juegos Olímpicos de Pekín 2008
Eslovaquia estuvo representada en los Juegos Olímpicos de Pekín 2008 por un total de 57 deportistas que compitieron en 14 deportes.  
La portadora de la bandera en la ceremonia de apertura fue la piragüista Elena Kaliská.

## Medallistas
El equipo olímpico eslovaco obtuvo las siguientes medallas:
| Nombre                                                     | Deporte               | Competición     |
| ---------------------------------------------------------- | --------------------- | --------------- |
| Oro                                                        |                       |                 |
| Michal Martikán                                            | Piragüismo en eslalon | C1 M            |
| Elena Kaliská                                              | Piragüismo en eslalon | K1 F            |
| Pavol Hochschorner Peter Hochschorner                      | Piragüismo en eslalon | C2 M            |
| Plata                                                      |                       |                 |
| David Musuľbes                                             | Lucha libre           | 120 kg M        |
| Michal Riszdorfer Richard Riszdorfer Juraj Tarr Erik Vlček | Piragüismo            | K4 1000 m M     |
| Zuzana Štefečeková                                         | Tiro                  | Foso olímpico F |
| Bronce                                                     |                       |                 |
| —                                                          |                       |                 |